# Rubén Pardo
Rubén Pardo Gutiérrez (ur. 22 października 1992) – hiszpański piłkarz grający na pozycji pomocnika. Obecnie jest zawodnikiem Aris FC.

## Kariera klubowa
W sezonie 2009-10 zadebiutował w rezerwach Realu Sociedad, którego jest wychowankiem. 30 października 2011 roku zadebiutował w pierwszym zespole, gdy zmienił Markela Bergarę w ostatnich minutach meczu z Realem Madryt.

### Statystyki klubowe
| Sezon   | Klub            | Kraj      | Liga               | Mecze | Bramki | Puchar Kraju | Mecze | Bramki | Rozgrywki Europy   | Mecze | Bramki |
| ------- | --------------- | --------- | ------------------ | ----- | ------ | ------------ | ----- | ------ | ------------------ | ----- | ------ |
| 2010/11 | Real Sociedad B | Hiszpania | Segunda División B | 21    | 0      | -            | -     | -      | -                  | -     | -      |
| 2011/12 | Real Sociedad B | Hiszpania | Segunda División B | 16    | 1      | -            | -     | -      | -                  | -     | -      |
| 2011/12 | Real Sociedad   | Hiszpania | Primera División   | 15    | 1      | Puchar Króla | 2     | 0      | -                  | -     | -      |
| 2012/13 | Real Sociedad   | Hiszpania | Primera División   | 25    | 0      | Puchar Króla | 2     | 0      | -                  | -     | -      |
| 2013/14 | Real Sociedad   | Hiszpania | Primera División   | 35    | 3      | Puchar Króla | 3     | 0      | Liga Mistrzów UEFA | 6     | 0      |
| 2014/15 | Real Sociedad   | Hiszpania | Primera División   | 28    | 1      | Puchar Króla | 4     | 0      | Liga Europy UEFA   | 4     | 0      |
| 2015/16 | Real Sociedad   | Hiszpania | Primera División   | 28    | 0      | Puchar Króla | 2     | 0      | -                  | -     | -      |
| 2016/17 | Real Sociedad   | Hiszpania | Primera División   | 3     | 0      | Puchar Króla | 1     | 0      | -                  | -     | -      |
| 2016/17 | Real Betis      | Hiszpania | Primera División   | 16    | 1      | -            | -     | -      | -                  | -     | -      |
| 2017/18 | Real Sociedad   | Hiszpania | Primera División   | 7     | 0      | Puchar Króla | 2     | 0      | Liga Europy UEFA   | 2     | 0      |
| 2018/19 | Real Sociedad   | Hiszpania | Primera División   | 24    | 2      | Puchar Króla | 1     | 0      | -                  | -     | -      |

Stan na: 20 maja 2019 r.